# Natalia Lóbova
Natalia Alexándrovna Lóbova –en ruso, Наталия Александровна Лобова– (Sarátov, URSS, 3 de septiembre de 1986) es una deportista rusa que compitió en piragüismo en la modalidad de aguas tranquilas. Ganó 4 medallas en el Campeonato Mundial de Piragüismo entre los años 2010 y 2014, y 3 medallas en el Campeonato Europeo de Piragüismo entre los años 2008 y 2014.

## Palmarés internacional
| Campeonato Mundial | Campeonato Mundial     | Campeonato Mundial | Campeonato Mundial |
| Año                | Lugar                  | Medalla            | Competición        |
| ------------------ | ---------------------- | ------------------ | ------------------ |
| 2010               | Poznań (Polonia)       | Medalla de bronce  | K1 4 × 200 m       |
| 2011               | Szeged (Hungría)       | Medalla de plata   | K1 4 × 200 m       |
| 2013               | Duisburgo (Alemania)   | Medalla de bronce  | K1 4 × 200 m       |
| 2014               | Moscú (Rusia)          | Medalla de plata   | K1 4 × 200 m       |
| Campeonato Europeo |                        |                    |                    |
| Año                | Lugar                  | Medalla            | Competición        |
| 2008               | Milán (Italia)         | Medalla de plata   | K4 200 m           |
| 2011               | Belgrado (Serbia)      | Medalla de oro     | K1 200 m           |
| 2014               | Brandeburgo (Alemania) | Medalla de bronce  | K4 500 m           |